# Ядерная гонка

Развитие ядерных арсеналов США и СССР/России на протяжении XX−XXI веков

«Ядерная гонка» — противостояние между СССР и США за превосходство в области ядерного оружия в период холодной войны в 1945 - 91 гг. В течение холодной войны и некоторые другие страны занимались разработкой ядерного оружия, но ни одно государство не производило его в таких масштабах, в каких это делали две сверхдержавы.
7 декабря 1987 года в Вашингтоне заключённый Договор РСМД между СССР и США завершил противостояние. С распадом СССР в декабре 1991 года холодная война кончилась. Иногда ядерной гонкой называют противостояние между Индией и Пакистаном в конце 1998 года - тогда обе страны из противостояния группировок в Кашмире применили ядерные испытания, всего их было 5.

## Вторая мировая война
Впервые ядерное оружие было создано в США в ходе проекта «Манхэттен».
Агентура НКВД в США подробно информировала Сталина о всех работах над программой. Когда наконец советский вождь был проинформирован о ядерных исследованиях самим Гарри Трумэном, последний был удивлён, сколь спокойно Сталин отреагировал на это, и подумал даже, что он его не понял. На самом же деле, проект «Манхэттен» был настолько засекречен, что Трумэн сам не знал о нём до того, как стал президентом.
В августе 1945 Трумэн отдал приказ на бомбардировку двух японских городов: Хиросимы и Нагасаки.

## Холодная война
В первые годы после окончания второй мировой войны США были единственным «ядерным государством» в мире. Руководство США предполагало, что Советский Союз очень далёк от создания собственной бомбы. Тем временем США пытались извлечь как можно больше пользы из своего временного превосходства. В частности, имели место попытки оказания давления на Сталина по таким вопросам, как Берлин и Чехословакия. В этой ситуации советский лидер сделал вывод о том, что если у Советского Союза будет ядерное вооружение, то только тогда США не рискнут развернуть новую войну против советского государства[прояснить].
Тем временем в СССР активнейшим образом велись разработки по созданию собственной атомной бомбы. Во время войны исследования ограничивались из-за нехватки урана, но поставки из Восточной Европы теперь решали эту проблему. Для физиков создали все условия, чтобы максимально ускорить темп работ. 3 декабря 1944 года «наблюдение за развитием работ по урану» постановлением ГКО СССР было возложено на заместителя председателя ГКО Л. П. Берия. В 1945 году в СССР под научным руководством Игоря Курчатова, организационным - Бориса Ванникова и под контролем Лаврентия Берии с большим размахом развернулись работы по собственному ядерному оружию. Для руководства этими работами был создан Государственный комитет № 1, позднее реорганизованный в ПГУ -Первое Главное Управление при Совете Министров СССР.
В США полагали, что у СССР не будет атомного оружия как минимум до середины 50-х. Однако 29 августа 1949 работа советских физиков-ядерщиков закончилась успехом. Бомбу РДС-1, взорванную в этот день, на Западе называли в честь Сталина: «Джо-1». Началась ядерная гонка.
Кроме атомной бомбы для испытания 29 августа 1949 г., в СССР к концу 1949 г. были изготовлены ещё две бомбы типа РДС-1, а в 1950 г. — ещё девять. Однако все эти бомбы представляли собой экспериментальные устройства, а у СССР на тот момент не было средств доставки. В январе-феврале 1951 г. было изготовлено ещё четыре атомные бомбы. Таким образом, у СССР к 1 марта 1951 г. имелось 15 атомных бомб типа РДС-1. К концу 1951 г. было изготовлено в общей сложности 29 атомных бомб РДС-1, в том числе первые три серийно изготовленные атомные бомбы.
После успешного испытания 24 сентября 1951 г. советского атомного заряда «502-М» (РДС-2) к концу 1951 г. было освоено производство атомных бомб этого типа. На 1 января 1952 г. у СССР имелось 35 атомных бомб, 29 из которых были типа РДС-1 и 6 — РДС-2. Эти бомбы СССР теоретически мог доставить до США.
29.08.1951 г. было принято решение Совета Министров СССР о начале строительства первых войсковых складов — ядерных баз, предназначенных для хранения и подготовки к применению атомных бомб. Их было всего четыре: на севере Крыма, на западе Украины, в Белоруссии и на северо-западе России. Строительство двух первых баз хранения ядерного оружия было завершено в 1955 г. В 1956 г. была введена в строй центральная база хранения ядерного оружия.
18 октября 1951 года первая советская авиационная атомная бомба РДС-3 с ядерным зарядом «501-М» была впервые испытана путём сброса её с самолёта Ту-4. Эту бомбу стали готовить к принятию на вооружение (была принята в 1954 году). В 1952-м и 1953 годах проведены успешные лётные контрольные испытания (ЛКИ) авиабомбы РДС-3.
Вкладывались колоссальные средства в совершенствование качества оружия и увеличение его количества. Обе нации быстро приступили к разработке термоядерного оружия. США взорвали такое устройство 1 ноября 1952. Вновь удивив всех, Советский Союз произвёл термоядерный взрыв всего через 8 месяцев. Советская водородная бомба РДС-6с была полностью продуктом собственной разработки, так как шпионаж в США результатов не принёс. А самое главное — она была именно первой бомбой в габаритах бомбового отсека самолёта, а не стационарным сооружением размером с двухэтажный дом, как в США.
Активно велись разработки и по средствам доставки ядерного оружия, в первую очередь ими были стратегические бомбардировщики. В этой области США начали работать с явной форой, но появление реактивных самолётов-перехватчиков свело американское преимущество на нет. В начале 1950-х ВВС США были представлены реактивные бомбардировщики B-47 и B-52, способные проникнуть в воздушное пространство СССР.

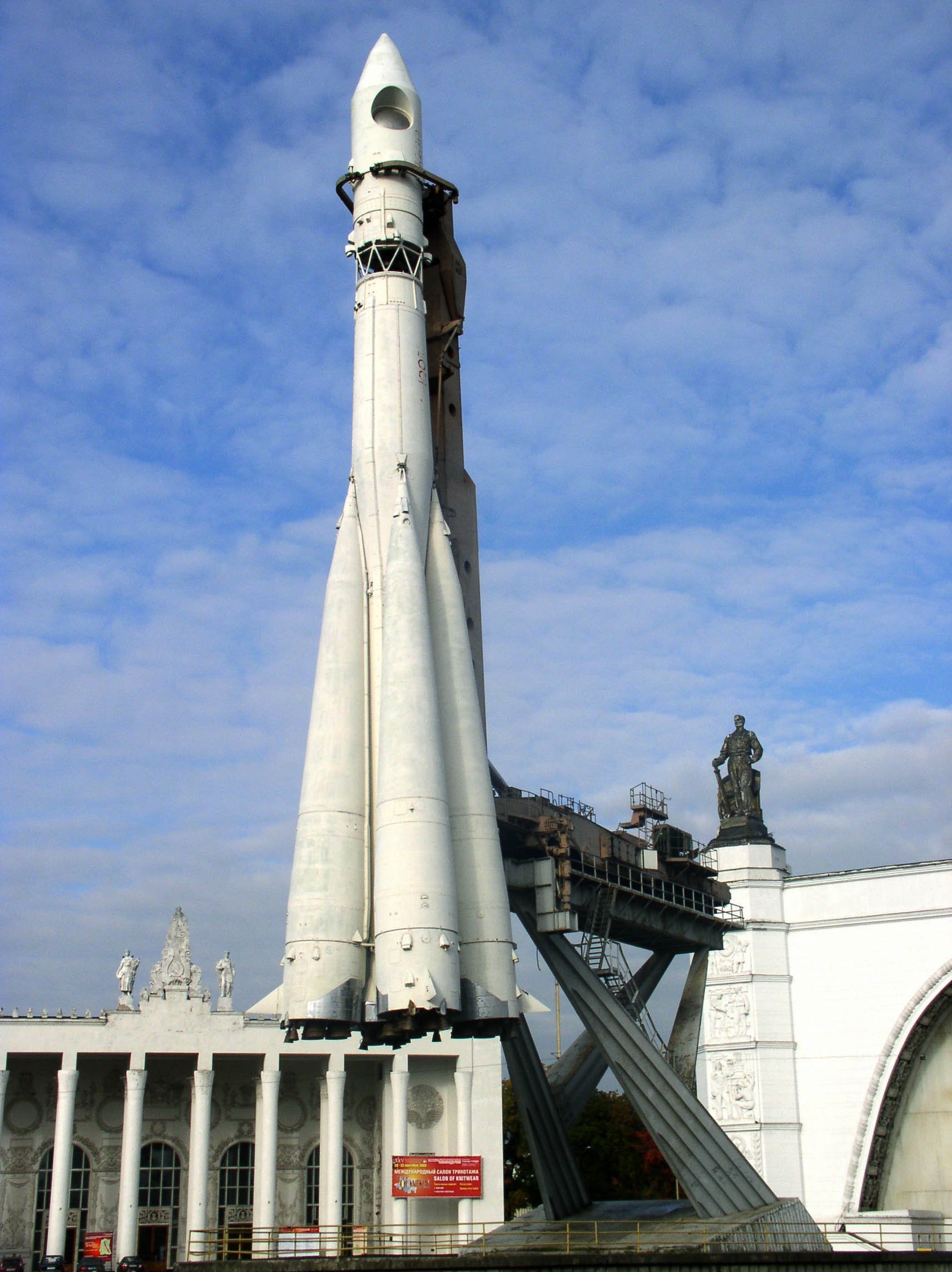
Копия ракеты «Восток» (модификация Р-7) в Москве на ВДНХ

Во второй половине 50-х в СССР была разработана первая межконтинентальная баллистическая ракета (МБР) Р-7. 4 октября 1957 эта ракета вывела в космос первый искусственный спутник Земли. Первая американская МБР была запущена 31 октября 1959.

### Разрядка
Страх перед взаимным уничтожением, экономические проблемы, связанные с гонкой вооружений, позволили запустить процесс «разрядки». СССР и США, наученные опытом начала 60-х, сумели договориться о некоторых положениях, ограничивающих рост ядерных арсеналов, подписав договоры ОСВ-I и ОСВ-II о запрещении ядерных испытаний, об ограничении систем ПРО.
Но несмотря на это, ядерные запасы продолжали расти. Были разработаны системы ракет с разделяющимися головными частями. Обе страны по-прежнему были способны уничтожить друг друга несколько раз.

### «Звёздные войны»
С уходом Картера с поста президента, США во главе с Рейганом, не отказываясь от договоренностей 1970-х годов по «разрядке», выдвинули идею СОИ (Стратегической оборонной инициативы) — противоракетной системы космического базирования (именно она популяризована под названием «Звёздные войны»). После длительных переговоров с Горбачёвым Рейган согласился вернуться к сокращению арсеналов, но от СОИ не отказался.

## После холодной войны
С окончанием холодной войны расходы на ядерный арсенал стали резко сокращаться. Темп разработки новых систем заметно уменьшился. Тем не менее, и в США, и в России ядерные запасы по-прежнему измеряются тысячами боеголовок. В США была запущена масштабная программа по утилизации ядерного оружия. В рамках соглашения между США и РФ, объёмы производства оружейного плутония планомерно сокращались, начиная с 1997 года. В 2010 году был остановлен последний реактор в Железногорске.
После окончания холодной войны такие же огромные суммы денег, которые вкладывались в разработку ядерного оружия, теперь вкладываются в программы по восстановлению экологического ущерба, нанесённого ядерным противостоянием. Символично, что большинство заводов по производству ядерного оружия были переоборудованы в заводы по переработке того же оружия.

## Основные ядерные взрывы
Общая хронология гонки ядерных вооружений. Мощность взорванных устройств указана в килотоннах тротилового эквивалента.
| Дата            | Название          | Мощность, кт | Государство    | Значение                                                |
| --------------- | ----------------- | ------------ | -------------- | ------------------------------------------------------- |
| 16 июля 1945    | Тринити           | 22           | США            | Первый атомный взрыв                                    |
| 6 августа 1945  | Малыш             | 16           | США            | Бомбардировка Хиросимы                                  |
| 9 августа 1945  | Толстяк           | 21           | США            | Бомбардировка Нагасаки                                  |
| 29 августа 1949 | РДС-1             | 22           | СССР           | Первый атомный взрыв в СССР                             |
| 3 октября 1952  | Ураган            | 25           | Великобритания | Первый атомный взрыв в Великобритании                   |
| 1 ноября 1952   | Иви Майк          | 10000—12000  | США            | Первый экспериментальный взрыв термоядерного устройства |
| 12 августа 1953 | РДС-6с            | 400          | СССР           | Первый взрыв боевого термоядерного устройства           |
| 1 марта 1954    | Кастл Браво       | 15 000       | США            | Самый мощный взрыв в США                                |
| 8 ноября 1957   | Схватка X         | 1800         | Великобритания | Первый термоядерный взрыв в Великобритании              |
| 13 февраля 1960 | Голубой тушканчик | 60           | Франция        | Первый атомный взрыв во Франции                         |
| 31 октября 1961 | Царь-бомба        | 57000—58600  | СССР           | Взрыв самой мощной термоядерной бомбы в истории         |
| 16 октября 1964 | 596               | 22           | КНР            | Первый атомный взрыв в Китае                            |
| 17 июня 1967    | Испытание 6       | 3300         | КНР            | Первый термоядерный взрыв в Китае                       |
| 24 августа 1968 | Канопус           | 2600         | Франция        | Первый термоядерный взрыв во Франции                    |
| 18 мая 1974     | Улыбающийся Будда | 12           | Индия          | Первый атомный взрыв в Индии                            |
| 28 мая 1998     | Чагаи-I           | ~9           | Пакистан       | Первый атомный взрыв в Пакистане                        |
| 9 октября 2006  | Квандай-ри        | 15—20        | КНДР           | Первый атомный взрыв в Северной Корее                   |

### Международные соглашения
- Договор о нераспространении ядерного оружия
- Договор ОСВ-1
- Договор ОСВ-2
- Декларация о предотвращении ядерной катастрофы (1981)